# Cynthia Harris
Cynthia Harris (New York, 9 augustus 1934 – aldaar, 3 oktober 2021) was een Amerikaanse televisie- en theateractrice.

## Biografie
Harris begon als actrice in het theater, zij maakte in 1963 haar debuut met het toneelstuk Natural affection en heeft hierna nog meerdere rollen gespeeld in het theater. 
Ze begon in 1968 met acteren voor televisie met de film Isadora. Hierna heeft zij nog meerdere rollen gespeeld in films en televisieseries zoals Sirota's Court (1976-1977), Archie Bunker's Place (1981), L.A. Law (1986-1987), Three Men and a Baby (1987), All My Children (1994), Mad About You (1993-1999) en Rescue Me (2004-2007).
Harris stierf op 3 oktober 2021 op 87-jarige leeftijd in New York.

## Filmografie[2]

### Films
- 2007 I Do & I Don't – als Emily Murphy
- 2004 Revenge of the Middle-Aged Woman – als Amelia
- 2000 An American Daughter – als Charlotte Hughes
- 1999 The Reef – als Adelaide
- 1998 Life of the Party: The Pamela Harriman Story – als Kathleen
- 1997 The Secret of Anastasia – als stem
- 1996 Harrison: Cry of the City – als Helen Lovett
- 1992 The Distinguished Gentleman – als Vera Johnson
- 1991 Mannequin: On the Move – als moeder / koningin
- 1988 Pancho Barnes – als mrs. Lowe
- 1987 Three Men and a Baby – als mrs. Hathaway
- 1987 The Women's Club – als vrouw in vrouwenclub
- 1987 A Special Friendship – als mrs. Van Lew
- 1985 Izzy & Moe – als Dallas Carter
- 1983 Reuben, Reuben – als Bobby
- 1983 Allison Sydney Harrison – als Clarisse Spencer
- 1982 Tempest – als Cynthia
- 1981 The Princess and the Cabbie – als Barbara Cunningham
- 1980 Doctor Franken – als Anita Franken
- 1978 Breaking Up – als Edie
- 1973 Coffee, Tea or Me? – als Dee Dee
- 1973 I Could Never Have Sex with Any Man Who Has So Little Regard for My Husband – als Laura
- 1972 Up the Sandbox  – als Stella
- 1971 Been Down So Long It Looks Like Up to Me – als Beth
- 1968 Isadora – als Mary Desti

### Televisieseries
Uitgezonderd eenmalige gastrollen.
- 2019 Mad About You - als Sylvia Buchman - 10 afl.
- 2004 – 2007 Rescue Me – als moeder van Mike – 3 afl.
- 1994 All My Children - als Patricia Hale - ? afl.
- 1993 – 1999 Mad About You – als Sylvia Buchan – 46 afl.
- 1993 – 1997 Law & Order – als Adele Diamond - 2 afl.
- 1989 – 1990 Ann Jillian – als Sheilla Hufnagel – 7 afl.
- 1986 – 1987 L.A. Law – als Iris Hubbard – 7 afl.
- 1982 Quincy, M.E. – als Louise Asten – 2 afl.
- 1981 Archie Bunker's Place – als Marcie Phillips – 2 afl.
- 1978 Edward & Mrs. Simpson – als Wallis Warfield Simpson – 7 afl.
- 1978 Husbands, Wives & Lovers – als Paula Zuckerman - ? afl.
- 1976 – 1977 Sirota's Court – als Maureen O’Conner – 13 afl.

## Theaterwerk opBroadway[3]
- 1974 Bad Habits – als April Pitt
- 1970 Company – als Sarah
- 1966 The Best Laid Plans – als Lorna
- 1964 Any Wednesday – als Ellen Gordon
- 1963 Natural Affection – als Claire Brinkman

- Biblioteca Nacional de España: XX4911262
- Bibliothèque nationale de France: cb141855186 (data)
- International Standard Name Identifier: 0000 0001 1496 8520
- Library of Congress Control Number: n92051914
- SNAC: w61w9k10
- Virtual International Authority File: 46971649
- WorldCat: E39PBJqKcRW69j7kty4mgPcVmd